# Pentatlón moderno en los Juegos Olímpicos
El pentatlón moderno se disputa de manera ininterrumpida en los Juegos Olímpicos desde 1912. Se disputan cinco pruebas que tienen su origen en los juegos de la antigua Grecia.
Hungría es el país que cuenta con el mayor número de medallas en los Juegos Olímpicos, mientras que Pavel Lednev es el deportista más laureado con un total de 7 medallas, tanto en categoría individual como por equipos. Carlo Massullo y Andras Balczo le siguen con cinco medallas cada uno. Desde los Juegos Olímpicos de Sídney 2000 que se disputa la competencia femenina.

## Pruebas incluidas en el Pentatlón moderno
- Esgrima: duelos de espada.
- Natación: prueba de 200 metros libres.
- Tiro deportivo: 20 disparos sobre 20 blancos, con pistola de aire comprimido de 4,5 mm.
- Salto ecuestre: completar un circuito de 350-450 metros con 12 obstáculos, montando un caballo asignado mediante sorteo antes de la competición.
- Carrera campo a través: carrera de 3000 metros.

## Eventos
Las competencias de pentatlón moderno están incluidas en los Juegos Olímpicos desde 1912. La competencia femenina no fue incluida hasta los Juegos Olímpicos de Sídney 2000.
| Evento                | 12 | 20 | 24 | 28 | 32 | 36 | 48 | 52 | 56 | 60 | 64 | 68 | 72 | 76 | 80 | 84 | 88 | 92 | 96 | 00 | 04 | 08 | 12 | 16 | 20 | Años |
| --------------------- | -- | -- | -- | -- | -- | -- | -- | -- | -- | -- | -- | -- | -- | -- | -- | -- | -- | -- | -- | -- | -- | -- | -- | -- | -- | ---- |
| Individual masculino  | •  | •  | •  | •  | •  | •  | •  | •  | •  | •  | •  | •  | •  | •  | •  | •  | •  | •  | •  | •  | •  | •  | •  | •  | •  | 25   |
| Por equipos masculino |    |    |    |    |    |    |    | •  | •  | •  | •  | •  | •  | •  | •  | •  | •  | •  |    |    |    |    |    |    |    | 11   |
| Individual femenino   |    |    |    |    |    |    |    |    |    |    |    |    |    |    |    |    |    |    |    | •  | •  | •  | •  | •  | •  | 6    |
| Total eventos         | 1  | 1  | 1  | 1  | 1  | 1  | 1  | 2  | 2  | 2  | 2  | 2  | 2  | 2  | 2  | 2  | 2  | 2  | 1  | 2  | 2  | 2  | 2  | 2  | 2  |      |

## Medallero
| Núm.  | País                          | Oro | Plata | Bronce | Total |
| ----- | ----------------------------- | --- | ----- | ------ | ----- |
| 1     | Hungría (HUN)                 | 9   | 8     | 5      | 22    |
| 2     | Suecia (SWE)                  | 9   | 7     | 5      | 21    |
| 3     | Unión Soviética (URS)         | 5   | 5     | 5      | 15    |
| 4     | Rusia (RUS)                   | 4   | 1     | 0      | 5     |
| 5     | Polonia (POL)                 | 3   | 0     | 1      | 4     |
| 6     | Italia (ITA)                  | 2   | 2     | 3      | 7     |
| 6     | Reino Unido (GBR)             | 2   | 2     | 3      | 7     |
| 8     | Alemania (GER)                | 2   | 0     | 1      | 3     |
| 9     | Lituania (LTU)                | 1   | 2     | 1      | 4     |
| 10    | República Checa (CZE)         | 1   | 0     | 1      | 2     |
| 11    | Australia (AUS)               | 1   | 0     | 0      | 1     |
| 11    | Kazajistán (KAZ)              | 1   | 0     | 0      | 1     |
| 13    | Estados Unidos (USA)          | 0   | 6     | 3      | 9     |
| 14    | Finlandia (FIN)               | 0   | 1     | 4      | 5     |
| 15    | Francia (FRA)                 | 0   | 1     | 2      | 3     |
| 16    | Ucrania (UKR)                 | 0   | 1     | 1      | 2     |
| 16    | Checoslovaquia (TCH)          | 0   | 1     | 1      | 2     |
| 16    | Equipo Unificado (EUN)        | 0   | 1     | 1      | 2     |
| 19    | Letonia (LAT)                 | 0   | 1     | 0      | 1     |
| 19    | República Popular China (CHN) | 0   | 1     | 0      | 1     |
| 21    | Bielorrusia (BLR)             | 0   | 0     | 1      | 1     |
| 21    | Brasil (BRA)                  | 0   | 0     | 1      | 1     |
| 21    | México (MEX)                  | 0   | 0     | 1      | 1     |
| Total | Total                         | 40  | 40    | 40     | 120   |

## Atletas
La siguiente tabla muestra los atletas más exitosos en el pentatlón moderno olímpico por medallas ganadas:
| Núm. | País                  | Oro | Plata | Bronce | Total |
| ---- | --------------------- | --- | ----- | ------ | ----- |
| 1    | András Balczó         | 3   | 2     | 0      | 5     |
| 2    | Pavel Lednyov         | 2   | 2     | 3      | 7     |
| 3    | Igor Novikov          | 2   | 2     | 0      | 4     |
| 4    | Daniele Masala        | 2   | 1     | 0      | 3     |
|      | Lars Hall             | 2   | 1     | 0      | 3     |
|      | Anatoly Starostin     | 2   | 1     | 0      | 3     |
| 7    | János Martinek        | 2   | 0     | 1      | 3     |
|      | Ferenc Török          | 2   | 0     | 1      | 3     |
| 9    | Ferenc Németh         | 2   | 0     | 0      | 2     |
|      | Arkadiusz Skrzypaszek | 2   | 0     | 0      | 2     |
|      | Andrey Moiseyev       | 2   | 0     | 0      | 2     |